# 히오돈목
히오돈목(Hiodontiformes)은 현존하는 2종의 어류로 이루어진 비교적 원시적인 조기어류 목의 하나이다. 이들은 전통적으로 골설어목으로 분류해 왔으며, 많은 학자들은 아직도 그렇게 분류하지만, 멸종한 얀비아니아속(Yanbiania)에 관한 화석 연구는 히오돈목이 다른 골설어목 어류와 초기에 분리되었음을 시사하고 있으며, 이 때문에 최근에는 별도의 목으로 분류하고 있다. 먹을 수 있는.